# میکی کوک (بازیکن فوتبال، زاده۱۹۵۰)
میکی کوک (انگلیسی: Micky Cook؛ زادهٔ ۲۵ ژانویهٔ ۱۹۵۰) بازیکن فوتبال اهل بریتانیا است.
از باشگاه‌هایی که در آن بازی کرده‌است می‌توان به باشگاه فوتبال کریستال پالاس و باشگاه فوتبال برنتفورد اشاره کرد.